# 银河3号运载火箭
银河3号（韓語：은하3호）是朝鲜民主主义人民共和国研制的一次性运载火箭，隸屬银河系列运载火箭，該型由银河2号发展而来。火箭于2012年4月13日首次发射，火箭在空中解体，坠入黄海。2012年12月12日第二次发射，获得成功，將一枚衛星送入軌道，由於其比南韓的羅老號火箭更早成功升空，「銀河3號」標誌著朝鮮半島首次具備進入空間能力。2016年取得第二次成功，不過這次朝方聲稱這是「光明星」系列火箭，不使用銀河三號的稱呼。
在2015年落成的科學技術殿堂中庭有一座大型银河3号模型陳列。

## 发射历史
2012年4月13日上午7时39分进行首次发射，搭载光明星3号试验卫星，但是火箭在发射后2分15秒爆炸，约9分7秒后机体和助推器分解成20多块碎片，坠落在平泽和群山以西100至150公里处的公海。美军则表示，北韩当天发射的火箭是大浦洞2号导弹。
朝鲜官方媒体朝中社也发文承认发射失败。
2012年12月12日上午9時51分進行第二次發射。第一級推進器墜落在黃海，第二级推进器坠落在菲律賓以東約300公里的太平洋上，初步证实光明星3号卫星成功进入了轨道。
| 型号    | 发射日期       | 发射地点 | 载荷              | 结果     |
| 银河3号 | 2012年4月13日  | 东仓里   | 光明星3号         | 火箭解体 |
| 银河3号 | 2012年12月12日 | 东仓里   | 光明星3号 (第2颗) | 成功     |
| 银河3号 | 2016年2月7日   | 东仓里   | 光明星4號         | 成功     |

## 第一失败原因
有韩国专家认为，约有56%的火箭发射失败是因为运载火箭喷口的助推器（一级火箭）发生异常，助推器（发动机）发生液体燃料渗漏现象或涡轮泵发生故障。
也有人分析称，2009年因“大浦洞2号”推动力不足，人造卫星未能进入轨道，因此这次为了提高推动力盲目地改良了发动机，因此出现问题。也有人分析称，因火箭脱离轨道，北韩通过远程操作引爆或自动引爆系统被启动。